# 冰島國立博物館
冰島國立博物館是冰島的一座博物館，位於冰島首都雷克雅維克。

## 历史
成立於1863年2月24日。冰島國立博物館在1950年搬入現在的建築。現在冰島國立博物館也是冰島文化之家等文化設施的所在地。

## 外部連結
- Official website（页面存档备份，存于） including information in English（页面存档备份，存于）

64°08′31″N 21°56′53″W / 64.14194°N 21.94806°W